# Josh Helman
Pour les articles homonymes, voir Helman.
Joshua Helman dit Josh Helman, né le 22 février 1986 à Adélaïde (Australie-Méridionale), est un acteur australien. Il est notamment connu pour son rôle de Lew « Chuckler » Juergens dans la série The Pacific, celui de William Stryker dans X-Men: Days of Future Past et X-Men: Apocalypse, et celui de Jeb Oliver dans le film Jack Reacher.

## Biographie
Joshua Helman a commencé sa carrière en 2007, en obtenant le rôle de Denni Maitland dans le feuilleton australien Summer Bay. Il a ensuite obtenu un petit rôle dans le court métrage Aidan où il a joué le rôle d'un intrus tentant de s'introduire dans la maison du protagoniste.
Quelques années plus tard, il a joué le rôle de Lew « Chuckler » Juergens dans la série de Tom Hanks et Steven Spielberg, The Pacific. Il a ensuite signé avec l'agence de talent américaine The Gersh Agency.
Il a fait ses débuts au cinéma en interprétant le rôle de Jeb Oliver dans le film Jack Reacher avec Tom Cruise. Il a ensuite été choisi pour jouer le rôle de Slit dans le quatrième volet de la saga Mad Max qui s'intitule Mad Max: Fury Road. En 2014, il joue le rôle de William Stryker dans X-Men: Days of Future Past, rôle qu'il reprend en 2016 dans X-Men: Apocalypse.

## Filmographie

### Cinéma
- 2007 : All My Friends Are Leaving Brisbane  : L'invité à la fête
- 2009 : Aidan's View : L'intrus
- 2010 : Animal Kingdom : Const. Peter Simmons
- 2012 : Jack Reacher : Jeb Oliver
- 2013 : Blinder : Morts
- 2014 : X-Men: Days of Future Past : William Stryker
- 2015 : Mad Max: Fury Road : Slit
- 2016 : X-Men: Apocalypse : William Stryker
- 2017 : Kate Can't Swim : Nick
- 2020 : Monster Hunter de Paul W. S. Anderson : Steeler
- 2024 : Furiosa : Une saga Mad Max (Furiosa: A Mad Max Saga) : Scrotus

### Télévision
- 2007 : Summer Bay : Denni Maitland
- 2009 : McLeod's Daughters : Xander adulte
- 2010 : The Pacific : Lew 'Chuckler' Juergens
- 2015 : Flesh and Bone : Bryan
- 2016 : Wayward Pines : Xander Beck